# World Long Gone
World Long Gone var den andra singeln som bandet Scars on Broadway släppte. Låten var med i en trailer till spelet Rock Revolution och den kom på plats 90 på listan The KROQ Top 106.7 Songs of 2008. "World Long Gone" hette från början "World Gone Wrong".
Musikvideon hade premiär på Yahoo! Music Page den 8 september 2008, tre dagar efter att en förhandstitt av videon hade släppts på MySpace av bandet. Musikvideon, som regisserades av Joel Schumacher, spelades in den 19 augusti 2008 på ranchen Agua Dulce i Los Angeles County. Inspiration till musikvideon hämtades bland annat från filmen Into the Wild.

## Låtlista
Alla låtar är skrivna och komponerade av Daron Malakian, om inte annat anges. 
| Nr | Titel                        | Längd |
| -- | ---------------------------- | ----- |
| 1. | World Long Gone (Censurerad) | 3:16  |
| 2. | World Long Gone              | 3:16  |

| 1. | World Long Gone (Censurerad) | 3:16 |
| 2. | World Long Gone              | 3:16 |

| 1. | World Long Gone (Censurerad) | 3:16 |